# Țesut (biologie)

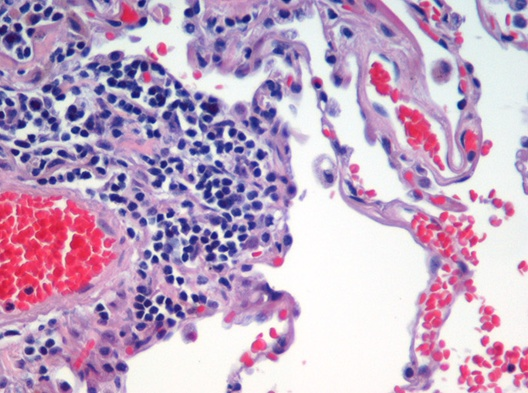
Vedere microscopică a unui specimen histologic de țesut uman plămân colorat cu hematoxilină și eozină.

Țesutul reprezintă o grupare de celule interconectate, care au aceeași origine, formă și structură și îndeplinesc aceeași funcție. Mai multe țesuturi formează un organ. Mai multe organe formează sisteme de organe, iar totalitatea sistemelor de organe formează organismul.
Știința care se ocupă cu studiul țesuturilor se numește histologie.

## Clasificarea țesuturilor
Există 2 tipuri de țesuturi: țesut vegetal și țesut animal.

### Țesutul animal
- Țesut epitelial
- Țesut muscular
- Țesut nervos
- Țesut conjunctiv

### Țesutul vegetal
- Țesut conducător
- Țesut epidermic/de apărare
- Țesut parenchimatic
- Țesut fundamental
- Țesut de depozitare